# Duellmanohyla chamulae
Duellmanohyla chamulae är en groddjursart som först beskrevs av William Edward Duellman 1961.  Duellmanohyla chamulae ingår i släktet Duellmanohyla och familjen lövgrodor. IUCN kategoriserar arten globalt som starkt hotad. Inga underarter finns listade i Catalogue of Life.